# Başkışla, Karaman
Başkışla là một xã thuộc thành phố Karaman, tỉnh Karaman, Thổ Nhĩ Kỳ. Dân số thời điểm năm 2011 là 520 người.
Khoảng cách từ Başkışla đến Karaman là 30 km.

## Vị trí địa lý
- Vĩ độ: 37,1116° hoặc 37° 6' 42" bắc
- Kinh độ: 32,96227° hoặc 32° 57' 44" đông
- Độ cao: 1.433 mét (4.701 feet)
- ID tên địa lý: 321926[2]